# 安芸怜須ケン
安芸怜須 ケン（あきれす けん）は、日本の男性声優。主にアダルトゲームに声をあてている。

## 出演作品

### ゲーム
- ef - the latter tale.（久瀬修一）
- ef - Second Fan Mix（久瀬修一）
- 天使の日曜日 -“ef - a fairy tale of the two.”Pleasurable Box.（久瀬修一）
- 鎖 -クサリ-（岸田洋一）
- 最果てのイマ フルボイス版（灰野）
- Tears to Tiara（ガイウス）

### 乙女ゲーム
- Under The Moon（???/ゼロ[1]）
- Under the Moon ～つきいろ絵本～（ゼロ[2]）
- 月ノ光 太陽ノ影（遊佐拓海[3]）
- 月ノ光 太陽ノ影 Another Moon（遊佐拓海[4]）
- といろ小町〜紅に染まるそのときまで〜（須賀郭公[5]）

### BLゲーム
- メイド★はじめました〜ご主人様のお世話いたします♥〜（東久世瑪瑙[6]）

### ドラマCD
- Under The Moon シリーズ（???/ゼロ）
  - Under The Moon ~あの月の下で[7]
  - Under The Moon 月の下でおやすみ
  - Under The Moon 魔界でおやすみ[8]
- ef - a fairy tale of the two.（久瀬修一[9]） 
  - フロンティアワークス発売
    - vol.4「ミズキの時代劇」
    - 夏スペ「名探偵みやみや」温泉旅情デスペラード編
    - DX1「夕と優子の幸せな冬」
    - Jスペ「時代劇・煮（つう）」

  - minori発売 
    - vol.2 「真夏の鍋パーティ」
    - vol.3 「久瀬修一を探せ!?」
    - ef ショートストーリー集「ANOTHER TALES.」（同封ドラマCD）
- メイド★はじめました〜ご主人様のお世話いたします〜（東久世瑪瑙）